# Lastgrenzenraster

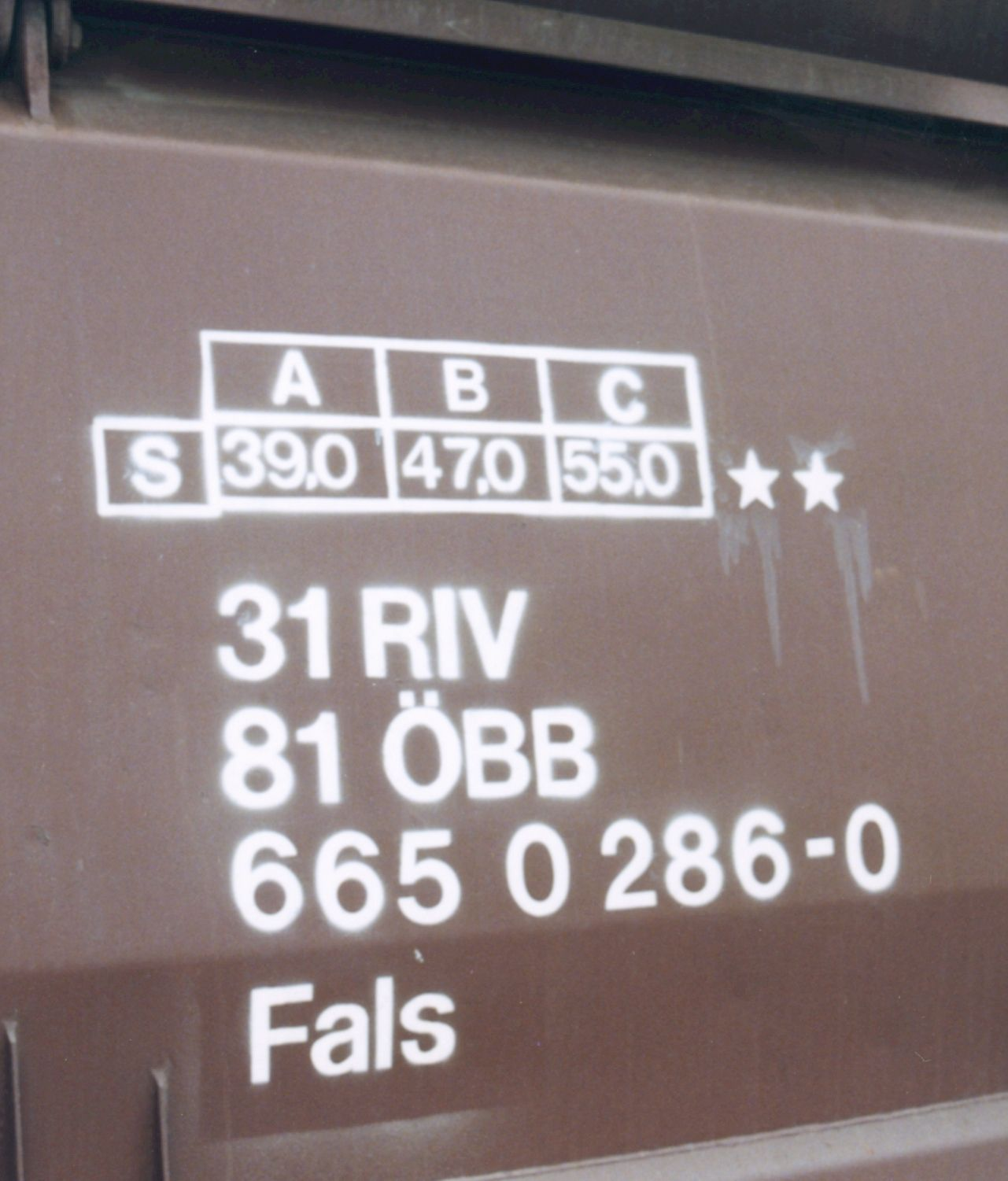
Lastgrenzenraster

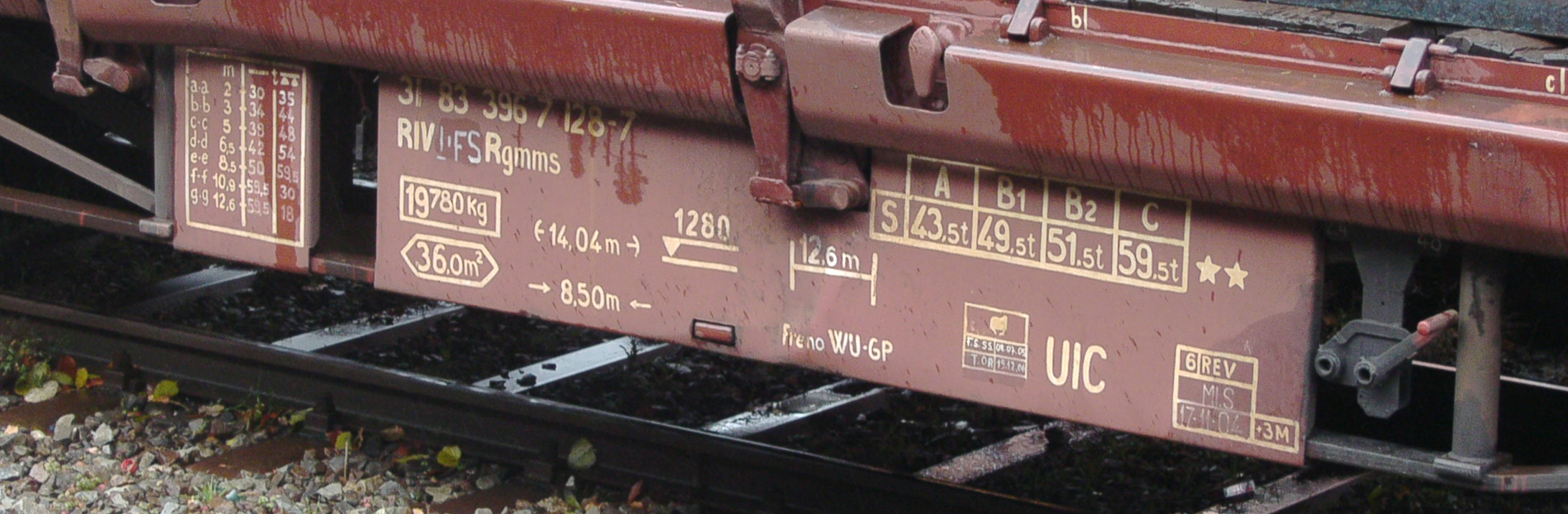
Anschriften eines italienischen Flachwagens der Gattung Rgmms

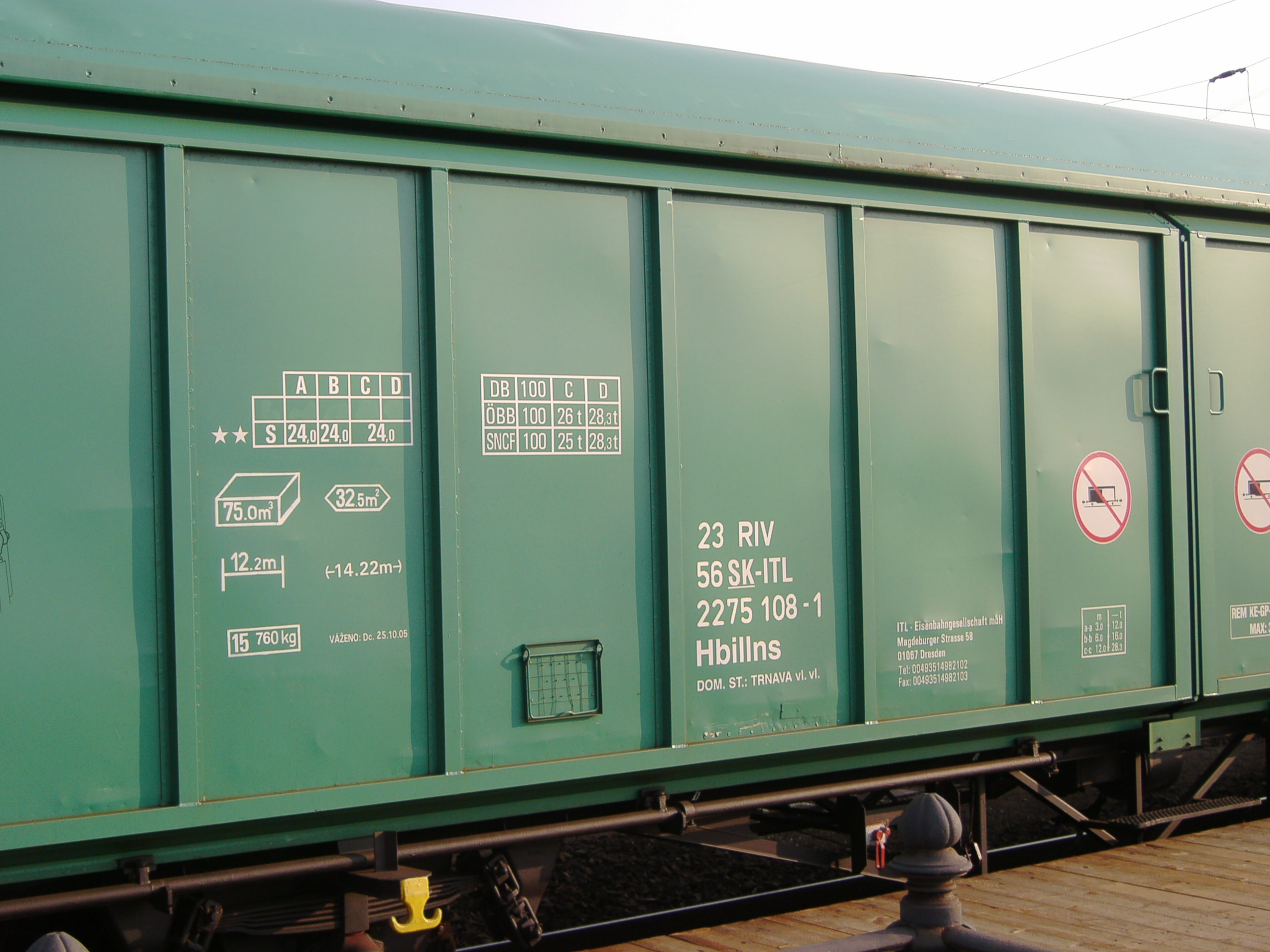
Lastgrenzenraster und Zusatzraster für Deutschland, Österreich und Frankreich

Der Lastgrenzenraster (AVV Zeichen für Lastgrenzen, auch ABC-Raster) ist eine der Aufschriften auf Güterwagen. Es zeigt an, wie groß das zulässige höchste Ladungsgewicht abhängig von der Streckenklasse ist.

## Beschreibung
Die Zahl, die im Schnittpunkt von Streckenklasse (Spalten) und Geschwindigkeit (Zeilen) steht, zeigt die zulässige Höchstmasse der Ladung in Tonnen an. Die Zeichen und Zahlen vor einer Zeile haben folgende Bedeutung:
keine Angabe
Höchstgeschwindigkeit 80 km/h
90
Höchstgeschwindigkeit 90 km/h
S
Höchstgeschwindigkeit 100 km/h
SS
Höchstgeschwindigkeit 120 km/h
sonstige Zahl
Höchstgeschwindigkeit in km/h
Vor diesen Angaben können in einer weiteren Spalte die Kürzel von Eisenbahnunternehmen stehen, wenn die Angaben nur bei diesen gelten.
Wenn im Lastgrenzenraster anstelle SS ein 120 steht (ist nur zusammen mit einer 00,0 Angabe zulässig), dann darf der Wagen leer ohne Einschränkungen mit 120 km/h verkehren (nur Leer, sonst sind zusätzlich ** bzw. *** nötig).
Nachgestellte Sterne bedeuten, dass die Wagen lauftechnisch für höhere Geschwindigkeiten (siehe unten) geeignet sind, die Bremsausrüstung des Wagens den Vorschriften für diese (höhere) Geschwindigkeit jedoch nicht entspricht:
*
lauftechnisch 100 km/h möglich, aber nicht bremstechnisch für S-Verkehr ausgelegt
**
lauftechnisch 120 km/h möglich, aber nicht bremstechnisch für SS-Verkehr ausgelegt
***
lauftechnisch 120 km/h möglich, aber nicht bremstechnisch für SS-Verkehr ausgelegt, diese Wagen müssen mit einer automatischen Lastabbremsung ausgerüstet sein (wird bei nach dem 1. Januar 2007 in Betrieb genommenen Wagen bei Eignung angebracht)
Die Anschrift ist heute im Allgemeinen Vertrag für die Verwendung von Güterwagen (AVV) in der Anlage 11 Kapitel 2.4 „Zeichen für Lastgrenzen“ genormt.

## Geltung
Das Lastgrenzenraster war nur auf Strecken der Eisenbahnen maßgeblich, die Vertragsstaaten des RIV waren und heute des AVV sind. Hinsichtlich der Beladung ist für den gesamten Laufweg des Wagens, vom Versandbahnhof bis zum Empfangsbahnhof, die Strecke mit der geringsten Streckenklasse maßgeblich.